# Festival du film Nuits noires de Tallinn
Le festival du film Nuits noires de Tallinn (estonien : Tallinna Pimedate Ööde filmifestival ou PÖFF ; anglais : Tallinn Black Nights Film Festival) est un festival de cinéma créé en 1997 et se déroulant chaque année en novembre à Tallinn.

## Description
Le Festival du film des « Nuits noires », qui connaît aujourd'hui un succès grandissant, présente des films de fiction, des premiers films, des dessins animés et des films pour la jeunesse. Il s'ouvre également aux films européens et présente le cinéma du monde entier.
Fondé en 1997, dans une période difficile pour l'industrie du cinéma en Estonie (fermetures des salles les unes après les autres, diminution de l'aide de l'État pour le secteur, aussi bien que pour la production, etc.), le PÖFF est devenu (grâce notamment au soutien des ambassades des pays nordiques) l'un des plus grands festivals de cinéma en Europe du nord.
Après l'indépendance de l'Estonie en 1991, personne n'a su comment remettre en état le secteur cinématographique, parce que pendant l'ère soviétique tout était géré par Moscou. Malgré tout, on a mis en place un programme qui inclut des films des pays nordiques mais aussi d'autres pays européens. Le festival a redonné un nouveau souffle aux productions cinématographiques estoniennes et a constitué une vitrine pour le cinéma de tous les pays scandinaves. Alors, ce projet s'est transformé en un grand festival international qui, en 2012 connaîtra déjà sa 16e édition. 
Le nom du festival « PÖFF » ou « Nuits noires » vient de l'idée d'appeler ce festival en l'honneur de l'été en Estonie et par l'opposition aux nuits blanches de l'été. En outre, le symbole ou la figure emblématique du festival est le loup, qui symbolise la solitude et le mystère, ainsi que la solidarité et la fraternité.
Le PÖFF comprend plusieurs petites manifestations annexes, un festival spécialisé avec une compétition, ainsi que deux marchés du film pour les professionnels de l'industrie cinématographique : le Baltic Event et le Black Market Industy Screenings. Il y a aussi un festival du film de Nokia, le MOFF, qui organise une compétition de courts-métrages à l'aide de téléphones portables. De ce fait, le festival présente une structure compliquée : un ensemble de petits événements rassemblés autour d'un grand.
Le programme principal offre trois compétitions internationales : la compétition nord-américaine pour les films indépendants, Tridens Baltic pour les longs-métrages et la compétition EurAsia. Le festival englobe aussi trois sous-festivals : Just Film, le festival des films pour les enfants et pour les jeunes ; Animated Dreams, le festival des films animés ; et Sleepwalkers, le festival des films étudiants. Il y a existe aussi un marché du film, le Black Market Industry Screenings, qui présente et focalise sur les productions des pays baltes, des pays de l’Europe centrale et orientale, des pays nordiques, etc. On ne peut pas omettre le Baltic Event, un marché du film et de coproduction, devenu très important pour la région car on y introduit les longs-métrages les plus récents des pays baltes.
Au cours du festival départage un jury international les œuvres et décerne les prix pour le meilleur réalisateur, pour le meilleur acteur et pour la meilleure actrice.
On a dit que le but du ce festival est de créer un programme riche et une qualité qui pourrait intéresser ainsi les spectateurs que les jurys internationaux et locaux. Ce festival fait montre  du souhait de Tallinn de devenir une ville toujours plus moderne et permet aussi de faire découvrir la richesse culturelle des pays baltes, mais aussi le cinéma nordique. Alors, l'Estonie accueille tous les visiteurs qui ont une même passion : le cinéma.

## Programme
Programme principal du Festival du film Nuits noires
- Compétition internationale
- Compétition régionale (Tridens Competition)
- Compétition nord-américaine
- Hors compétition

Sous-festivals
- Children and Youth Film Festival Just Film
- Animation Film Festival Animated Dreams
- Film Industry Events at Black Nights & Black Market Online

## Prix décernés
Compétition internationale
- Grand prix
- Loup du prix spécial du jury
- Loup du meilleur réalisateur
- Loup du meilleur acteur
- Loup de la meilleure actrice
- Loup de la meilleure photographie

Compétition régionale (Tridens Competition)
- Prix Tridens
- Prix spécial
- HEAVE(i)N Estonian Film Award
- Meilleure photographie
- Prix FIPRESCI

Compétition nord américaine
- Loup du meilleur film

Prix spéciaux
- Loup de bronze
- Lifetime Achievement Award
- Audience Award
- Don Quijote Award
- Prix NETPAC du meilleur film asiatique

## Éditions
(juin 2018).

### 2013
Le 17e festival du film Nuits noires s'est déroulé du 15 novembre au 1er décembre 2013.
Sélection officielle :
- Grand prix : La grande bellezza de Paolo Sorrentino  Italie
- Loup du prix spécial du jury : (ex æquo)
  - Les Chiens errants (郊遊) de Tsai Ming-liang  Taïwan
  - Paradjanov de Serge Avédikian et Olena Fetisova  Ukraine
- Loup du meilleur réalisateur : Koji Fukada pour Au revoir l'été (Hotori no sakuko)  Japon
- Loup du meilleur acteur : Maksim Sukhanov dans The Role (Rol)  Russie
- Loup de la meilleure actrice : Juliette Binoche dans Camille Claudel 1915  France
- Loup de la meilleure photographie : Luca Bigazzi pour La grande bellezza  Italie

Tridens Competition :
- Prix Tridens : Des chevaux et des hommes (Of Horses and Men / Hross í oss) de Benedikt Erlingsson  Islande
- Prix spécial du jury : Intimate Parts (Intimnye mesta) de Aleksey Chupov et Natasha Merkulova  Russie
- HEAVE(i)N Estonian Film Award : Tangerines (Mandariinid) de Zaza Urushadze  Estonie  Géorgie
- Meilleure photographie : Bergsteinn Björgulfsson pour Des chevaux et des hommes (Of Horses and Men / Hross í oss)  Islande
- Prix FIPRESCI : Des chevaux et des hommes (Of Horses and Men / Hross í oss) de Benedikt Erlingsson  Islande

Autres prix :
- Loup du meilleur film nord-américain : Rêves d'or (La jaula de oro) de Diego Quemada-Díez  Mexique
- International Film Clubs Award :(ex æquo)
  - Tangerines (Mandariinid) de Zaza Urushadze  Estonie  Géorgie
  - Circles (Кругови) de Srdan Golubović  Serbie
- Audience Award : The Broken Circle Breakdown de Felix Van Groeningen  Belgique
- Lifetime Achievement Award : István Szabó

Just Film :
- Just Film Award : States of Grace (Short Term 12) de Destin Cretton  États-Unis
- Best Youth Film : Aux mains des hommes (Tore tanzt) de Katrin Gebbe  Allemagne
- Best Children's Film : Mike dans tous ses états (De Groeten van Mike!) de Maria Peters  Pays-Bas

### 2014
Le 18e festival du film Nuits noires s'est déroulé du 7 au 14 novembre 2014.
Sélection officielle :
- Grand prix : Lucifer de Gust van den Berghe  Belgique
- Mention spéciale : Angely revolyutsii de Aleksey Fedorchenko  Russie
- Meilleur réalisateur : Marat Sarulu pour Pereezd  Kirghizistan
- Meilleur acteur : Eddie Redmayne dans Theory of Everything  Royaume-Uni
- Meilleure actrice : Kalki Koechlin dans Margarita, with a Straw  Inde
- Meilleure photographie : Erik Põllumaa pour Risttuules  Estonie

Tridens Competition :
- Prix Tridens : Vonarstræti de Baldvin Zophoniasson  Islande  Finlande  Suède  République tchèque
- Prix spécial du jury : Kak menya zovut de Nigina Sayullaeva  Russie
- Estonian Film Award : Risttuules de Martti Helde  Estonie
- Meilleure photographie : Fredrik Wenzel pour The Quiet Roar  Suède  Finlande

Autres prix :
- Loup du meilleur film nord-américain : Mommy de Xavier Dolan  Canada
- Prix FIPRESCI : Emrouz de Reza Mirkarimi  Iran
- International Film Clubs Award : Risttuules de Martti Helde  Estonie
- NETPAC Jury Award : Pereezd de Marat Sarulu  Kirghizistan
- Prix du jury œcuménique : Emrouz de Reza Mirkarimi  Iran
- Audience Award : What We Do in the Shadows de Jemaine Clement et Taika Waititi  Nouvelle-Zélande
- Lifetime Achievement Award : Maja Komorowska  Pologne
- Prix du film juste du Jury d'enfants - Mention spéciale (Just Film Award - Special Mention / Children's Jury) : Belle et Sébastien – Nicolas Vanier •  France
- Meilleur film pour enfants : Belle et Sébastien – Nicolas Vanier •  France